# زمین‌لرزه ۲۰۰۷ کره جنوبی
زمین‌لرزه کره جنوبی  در تاریخ ۲۰ ژانویه ۲۰۰۷ میلادی، برابر با ‎۳۰ دی ۱۳۸۵، ساعت ۱۱:۵۶:۵۳٫۷ به زمان یوتی‌سی در کره جنوبی رخ داد.ژرفای این زلزله ۱۰٫۰ کیلومتر بود. بزرگی آن ۴٫۴ در مقیاس mb بدست آمده‌است.
پروژهٔ جهانی تنسور گشتاور مرکزوار پارامتر زمان مرکزوار زمین‌لرزه را با اختلاف ۱٫۶ ثانیه نسبت به زمان رخداد اشاره شده در بالا و مختصات مرکزوار را در ۳۷°۳۹′شمالی ۱۲۸°۲۶′شرقی / ۳۷٫۶۵°شمالی ۱۲۸٫۴۳°شرقی محاسبه کرد و همچنین، ژرفا در ۲۲٫۶ کیلومتر بدست آمده‌است. در این محاسبات زاویه‌های (راستا، شیب، ریک) گسل سازندهٔ زمین‌لرزه و صفحه عمود بر آن برابر با (°۲۹۶، °۸۵، ° -۲) یا (° ۲۶، °۸۸، °-۱۷۵) حاصل شده‌است.